# Big Eyes

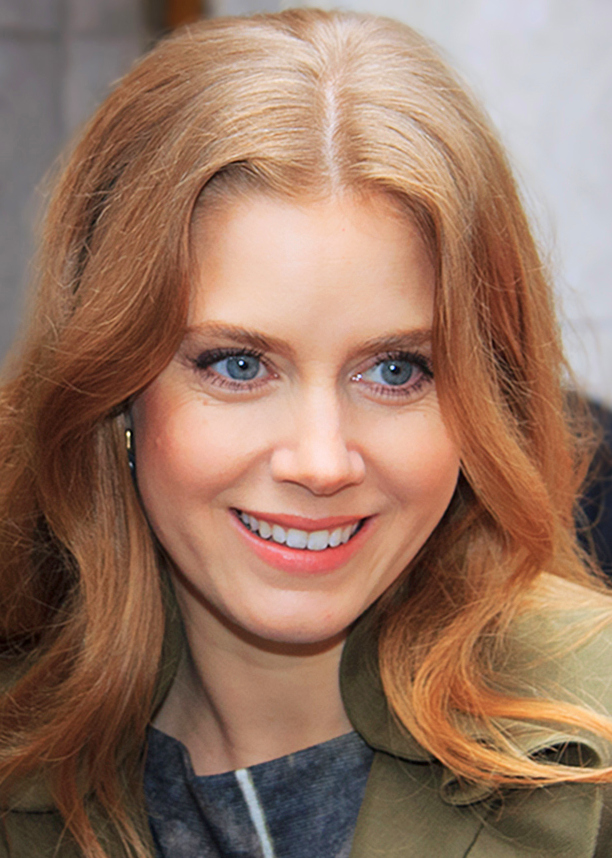
Amy Adams beim Toronto International Film Festival 2012

Big Eyes ist ein US-amerikanischer Kinofilm von Tim Burton aus dem Jahr 2014. Nach der Premiere am 15. Dezember 2014 in New York kam der Film am 25. Dezember 2014 in die amerikanischen Kinos. Der Film lehnt sich an das wahre Leben der Malerin Margaret Keane und ihres Ehemanns Walter an. Margaret Keane sagte über den Film: Er „trifft mein Leben haargenau, die wesentlichen Dinge sind darin enthalten“.

## Handlung
Margaret verlässt ihren Ehemann und zieht mit ihrer Tochter Jane nach San Francisco, wo sie Walter Keane kennenlernt, der sich als Maler ausgibt. Nach kurzer Zeit heiraten sie spontan, damit der frühere Ehemann das Sorgerecht an dieser Tochter nicht weiter beanspruchen kann. In den 1950er Jahren erlangen sie Berühmtheit, weil Margaret Keane Kinder mit dunklen, großen Augen malt und Walter die Bilder erfolgreich vermarktet. Dabei gibt er sich in Abstimmung mit Margaret als Urheber der Bilder aus – auch, weil er der geniale Medienmanager und Selbstvermarkter ist und Frauenmalerei sich nicht so gut verkaufen lässt. Da nicht jeder sich ein Gemälde leisten kann, verkaufen sie in Walters Galerie Poster und Postkarten der Bilder. Schon bald können sie in ein luxuriöses Haus mit Swimmingpool ziehen. Margaret malt die Bilder im verschlossenen Atelier und verleugnet sich diesbezüglich der Tochter gegenüber. 
Als die Ehe Mitte der 1960er Jahre zerbricht, zieht sie mit ihrer Tochter nach Hawaii in eine Villa und überträgt Walter das vermeintlich alleinige Urheberrecht an den früheren und an 100 späteren Werken. In einem von ihr angestrengten Gerichtsverfahren wird die wahre Entstehungsgeschichte der kitschigen, aber erfolgreichen Kunstwerke, die nach wie vor ein stattliches Vermögen einbringen, geklärt. Beide Ehepartner sollen im Gerichtssaal ein „Augen“-Bild malen. Margarets Bild im typischen Stil ist nach knapp einer Stunde fertig. Walter schiebt Schmerzen an der rechten Schulter vor, um der Prüfung zu entgehen. Der Richter entscheidet zu Margarets Gunsten.

## Soundtrack
Das Soundtrack-Album wurde am 23. Dezember 2014 veröffentlicht. Sängerin Lana Del Rey trug die beiden Songs Big Eyes und I Can Fly bei. Danny Elfman schrieb sechs weitere Songs wie zum Beispiel das Outro des Films.

## Rezeption

### Kritiken
„Tim Burton hat es in ‚Big Eyes‘ mit vielen Motiven und Details zu tun, für die er schon in seinem bisherigen Werk eine Vorliebe hatte: Die Periode der amerikanischen konsumkulturellen Modernisierung, zu der übrigens auch das Tamtam um die Big-Eyes-Bilder selbst zählt, lässt sich in Kalifornien besonders gut nachvollziehen. So ist dieser Film nicht zuletzt ein Fest der Ausstattung (das gemeinsame Haus von Margaret und Walter!), der Kostüme und der zeitgenössischen Moden. Dahinter verbirgt sich aber ein gewichtiges Thema, das allerdings dem komödiantischen Ton zum Opfer fällt, den vor allem Waltz anschlägt.“

„Tim Burtons Biopic über die amerikanische (Kitsch-)Malerin Margaret Keane […] überzeugt mit zwei brillanten Hauptdarstellern und einer mitreißenden Lust an stilisierter Übertreibung. Eine grelle Satire auf die Auswüchse des Massengeschmacks, die nie die Sympathie für ihre Figuren aufgibt.“

### Auszeichnungen
Golden Globe Awards 2015
- Gewonnen von Amy Adams in der Kategorie Beste Hauptdarstellerin – Komödie/Musical
- Nominiert in den Kategorien Bester Hauptdarsteller – Komödie/Musical und Bester Filmsong

Independent Spirit Award 2015
- Nominiert in der Kategorie Bestes Drehbuch

British Academy Film Awards 2015
- Nominiert in zwei Kategorien

Critics’ Choice Movie Awards 2015
- Nominiert in der Kategorie Bestes Lied